# HBO Portugal
HBO Portugal fue un servicio de streaming de vídeo bajo demanda bajo suscripción fija ofrecido por HBO Nordic de HBO Europe, que ofrece un catálogo de producciones propias del canal de televisión por cable estadounidense HBO, filial de WarnerMedia, propiedad de AT&T. Cuenta también con películas, series y documentales del resto de propiedades de WarnerMedia, así como de otros estudios internacionales.

## Historia
En 2019, Vodafone Portugal confirmó el acuerdo con HBO Portugal que permitirá a los clientes del operador acceder al servicio de streaming. El sitio web oficial de HBO Portugal ha sido lanzado. Esta acción dio a los no clientes del operador la oportunidad de utilizar la plataforma en dispositivos móviles, tabletas y ordenadores.
La disponibilidad del servicio se puso en marcha con un catálogo de películas, series, documentales y otras producciones de HBO por 4,99 euros al mes.
HBO Portugal es una marca de HBO Nordic, una filial de HBO Europe, que desde 2012 ofrece servicios de suscripción fija bajo demanda en países como Dinamarca, Finlandia, Noruega y Suecia (HBO Nordic es propiedad de Home Box Office, Inc., una filial de WarnerMedia, LLC.).

## Funcionamiento
Al igual que en España, el servicio funciona mediante suscripción desde el sitio web de HBO Portugal, una vez que el usuario se ha registrado, recibe un mes de forma gratuita de todo el servicio de catálogo. Si el usuario no está satisfecho con el servicio, puede cancelar su suscripción un día antes de finalizar el mes sin coste alguno. Al final del mes gratis, se cobra una cuota mensual fija. Los clientes que han contratado los servicios de Vodafone TV tienen entre tres meses y dos años de suscripción gratuita a HBO Portugal, dependiendo del paquete contratado con el operador Vodafone.
HBO Portugal tiene todo el catálogo de HBO en su plataforma.
Para cada usuario registrado, es posible conectar hasta cinco dispositivos diferentes, independientemente de la plataforma utilizada. No es posible añadir más, pero debe quitar uno de los cinco dispositivos para cambiar el dispositivo. Para disfrutar de los contenidos, es necesario descargar la aplicación oficial de HBO Portugal a los dispositivos a través de diferentes plataformas de distribución digital para aplicaciones móviles.
La máxima calidad de reproducción permitida por la plataforma es de 1080p, una resolución en HD.

## Programación
Todo el catálogo de la cadena americana HBO (series, películas, documentales), así como su cadena hermana Cinemax, están disponibles a petición en territorio portugués.
Todos los contenidos producidos o distribuidos por Warner Bros.